# Lenguas Timor-Alor-Pantar

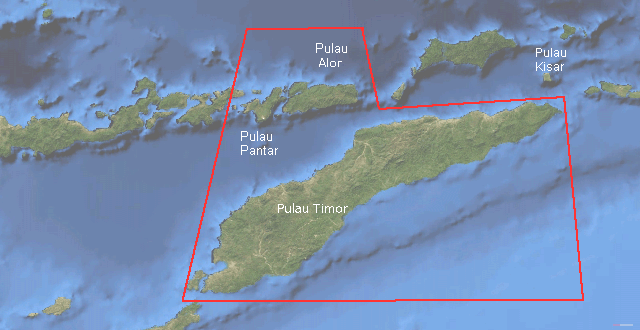
Islas de Timor, Alor y Pantar en el mar de la Sonda, parte oriental del archipiélago malayo.

Las lenguas Timor-Alor-Pantar son un grupo de lenguas papúes que fue propuesto como grupo filogenético dentro de las lenguas trans-neoguineanas occidentales, incluyen la familia tanglapui y la familia Alor-Pantar, además de un cierto número de lenguas papúes de Timor Oriental.

## Clasificación
Existen serias dudas sobre el hecho de que las lenguas de Timor y las lenguas Alor-Pantar formen un grupo filogenético. Esas lenguas constituyen al menos dos familias y un cierto número de lenguas independientes (ramas aisladas), que se listan a continuación:
1. Familia Alor-Pantar
  - Alor-Pantar oriental (tanglapui), familia establecida de la isla Alor.
  - Alor-Pantar (nuclear), familia establecida que se extiende por las islas de Alor y Pantar.
2. Familia fataluku-makasae, tal vez relacionadas con las lenguas de Bomberai occidental.
  - Fataluku-Oirata
    - Fataluku, lengua de Timor oriental.
    - Oirata, lengua de la isla de Kisar.

  - Makasae-Makalero
    - Makasai, lengua de Timor oriental.
    - Makalero, lengua de Timor oriental.
3. Lenguas independientes:
  - Adabe, lengua aislada hablada en Timor Oriental.
  - Bunak, lengua aislada hablada en Timor Oriental.

Es muy posible que la rama trans-neoguineana occidental necesite ser revisada sobre la base de la evidencia futura.

### Historia
Las lenguas de papúes Timor no parecen formar una familia, aunque en 1941 Arthur Capell propuso que estas lenguas podrían formar una familia. Sin embargo, las lenguas timoresas orientales (Fatalulu-Makasae sí formarían una familia, como ha demostrado Mandala (2003, 2010, 2011)), aunque claramente el bunak no parece ser parte te desta familia. Para las lenguas fataluku-makasae, Mandala, reconstruye una lista de la menos 172 formas léxicas de la protolengua.
Para las lenguas de Alor y Pantar Watuseke y Anceaux (1973) propusieron que formaban una familia. Las propuestas más recientes han dividido ambos grupos en unidades filogenéticas más pequeñas, aunque se acepta como posible su parentesco último. En 1957, H. K. Cowan relacionó las lenguas de Timor con las lenguas papúes occidentales de Nueva Guiena. Sin embargo, cuando Wurm (1975) propuso su grupo filogenético trans-neoguineano relacionó las lenguas Timor-Alor-Pantar con las lenguas trans-neoguineanas y no con las lenguas papúes occidentales. Si bien Wurm, apreció ciertas similitudes entre las lenguas Timor-Alor-Pantar y las lenguas papúes occidentales, las atribuyó a una influencia de substrato y no a un parentesco filogenético cercano entre ellas. Ross (2005) en su clasificación no apreció conexiones entre las lenguas papúes occidentales y las lenguas de Timor o las lenguas Alor-Pantar (además consideró el grupo Tanglapui como independiente del resto de Alor-Pantar). Finalmente el trabajo de Holton et al. (2012) reconstruye una lista de cognados para las lenguas de Alor-Pantar y prueba fuera de toda duda su parentesco filogenético interno y aclara la clasificación interna.